# Fietsen tussen de Mijnterrils

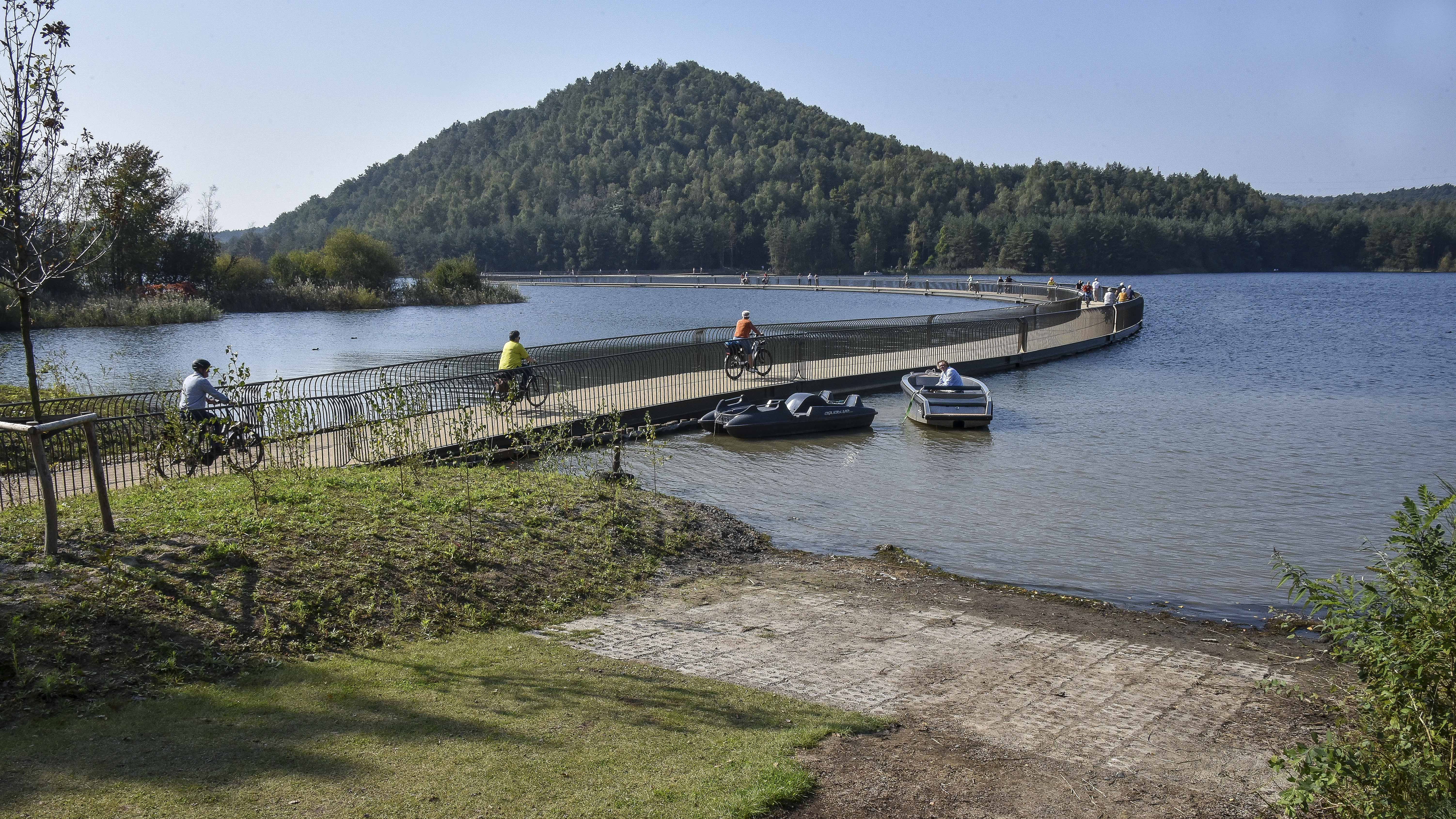
Fietsen tussen de Mijnterrils

Fietsen tussen de Mijnterrils is de naam van een drijvende fietsbrug van 380 meter lang in Lanklaar (Dilsen-Stokkem), over de grindwinningsplas in het gebied Terhills, tussen twee terrils van de voormalige mijn van Eisden. Deze fietsbrug ligt tussen de fietsknooppunten 565 en 502.
De brug is een drijvende pontonbrug, bestaande uit 28 elementen van elk 13 meter lengte. Het ontwerp heeft de vorm van een S en is geïnspireerd op de gulden snede als toepassing van de Fibonacci-spiraal.

## Geschiedenis
De brug werd geopend op 14 september 2024.

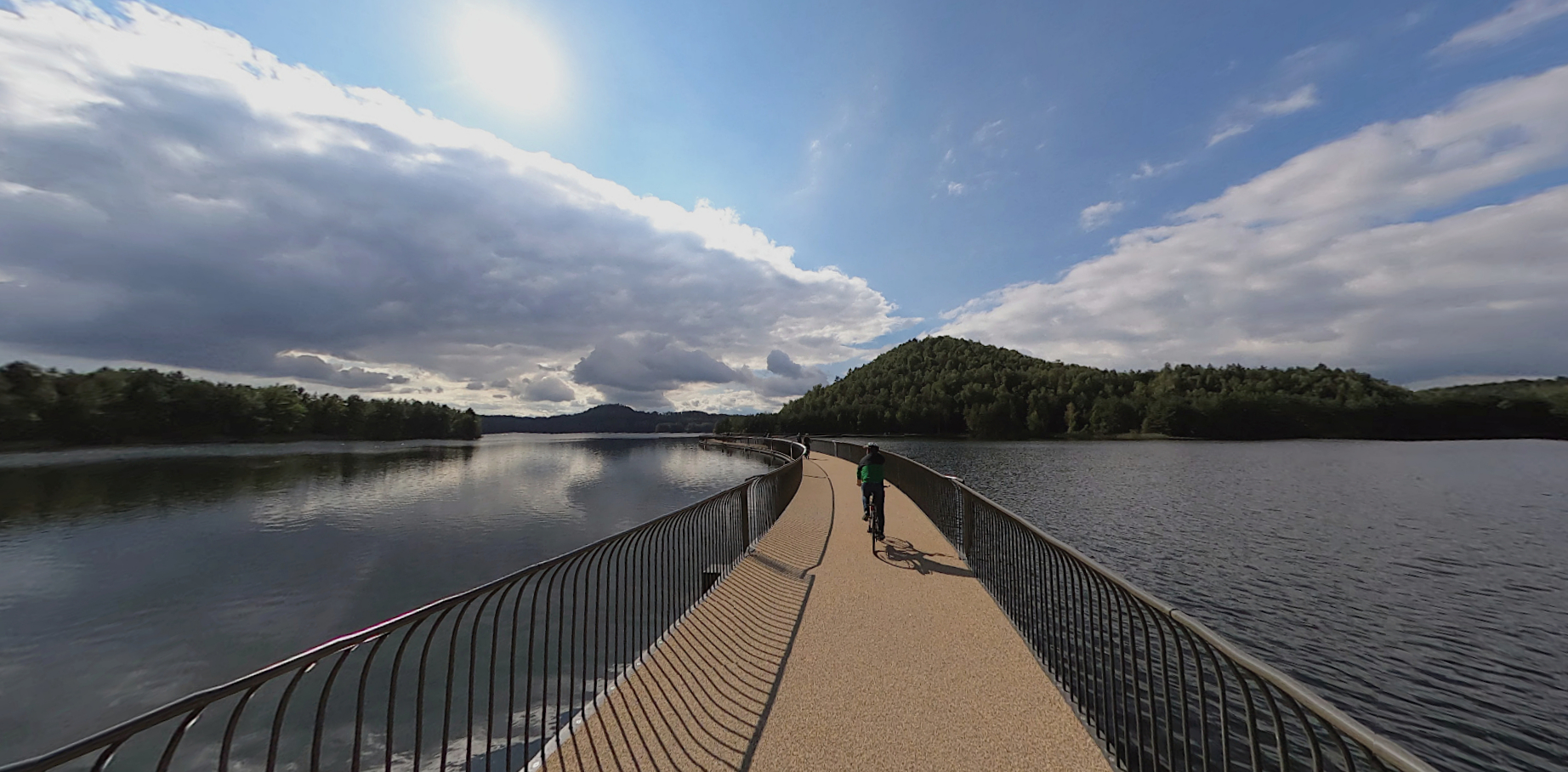
Drijvende fietsbrug over de Grote Plas van Terhills